# Apiocera unicolor
Apiocera unicolor är en tvåvingeart som beskrevs av Paramonov 1953. Apiocera unicolor ingår i släktet Apiocera och familjen Apioceridae. Inga underarter finns listade i Catalogue of Life.